# Vivere giovane
Vivere giovane (Violette et François) è un film del 1977 diretto da Jacques Rouffio.

## Trama
Violette e François sono una giovane coppia con un bambino di due anni che, vivono d'amore e di furti.